# Microcyclops rechtyae
Microcyclops rechtyae – gatunek widłonoga z rodziny Cyclopidae. Nazwa naukowa tego gatunku skorupiaków została opublikowana w 1960 roku przez szwedzkiego zoologa Knuta Lindberga.